# Badé (vodum)
Badé (em fon, Gbadé ou Àgbadé ) é um vodu da família de Keibiossô, que, na língua fon, significa milho, conformw assinala  Basilio Segurola (1911-1987)  : "em Uidá dizem gbadé; em Abomei, a forma abadé é usada." 
Em 1741, António da Costa Peixoto (n. Lamas, Entre Douro e Minho, 1703; fl. 1731-1741) menciona, em Obra nova de língua geral de Mina,  o termo abadê como 'milho'. De acordo com Edmundo Correia Lopes, citado por Parés,  "Keibiossô, o Xangô gege, passou a Badé;  Badé é o milho, e nada mais natural do que se ter ligado o culto de Keibiossô ao cultivo da gramínea,..." 